# Municipio de Wallace (Pensilvania)
El municipio de Wallace (en inglés: Wallace Township) es un municipio ubicado en el condado de Chester en el estado estadounidense de Pensilvania. En el año 2000 tenía una población de 3240 habitantes y una densidad poblacional de 104 personas por km².

## Geografía
El municipio de Wallace se encuentra ubicado en las coordenadas 40°05′26″N 75°46′15″O / 40.09056, -75.77083.

## Demografía
Según la Oficina del Censo en 2000 los ingresos medios por hogar en la localidad eran de $86 881 y los ingresos medios por familia eran de $95 104. Los hombres tenían unos ingresos medios de $65 705 frente a los $35 878 para las mujeres. La renta per cápita de la localidad era de $33 437. Alrededor del 2,8% de la población estaba por debajo del umbral de pobreza.